# Friedrich-Christian Schroeder
Friedrich-Christian Schroeder (* 14. Juli 1936 in Güstrow; † 26. März 2024 in Regensburg) war ein deutscher Strafrechtswissenschaftler und Experte für osteuropäisches Recht. Er war Professor der Universität Regensburg.

## Leben
Nach dem Abitur 1955 in Lübeck studierte Schroeder Rechtswissenschaft und Osteuropakunde an der Universität Bonn, am Osteuropa-Institut der Freien Universität Berlin und an der Universität München. In München legte er 1959 das Erste und 1965 das Zweite juristische Staatsexamen ab. Von 1961 bis 1967 war er Assistent bei Reinhart Maurach. Er wurde 1963 mit der Arbeit „Der Täter hinter dem Täter“ promoviert und habilitierte sich 1968 mit der Arbeit „Der Schutz von Staat und Verfassung im Strafrecht“ für die Fächer Strafrecht, Strafprozessrecht und Ostrecht. Im selben Jahr erfolgte die Berufung auf den Lehrstuhl für Strafrecht, Strafprozessrecht und Ostrecht an der Universität Regensburg. Der spätere bayerische Ministerpräsident Edmund Stoiber war 1969 sein erster Doktorand. Von 1973 bis 2022 war er Wissenschaftlicher Leiter des Instituts für Ostrecht München/Regensburg. 2004 wurde er emeritiert, war aber weiterhin in der Lehre und Betreuung von Doktoranden tätig.

## Tätigkeiten
Schroeder war von 1970 bis 1995 Mitglied des Wissenschaftlichen Beirats des Max-Planck-Instituts für ausländisches und internationales Strafrecht und von 1994 bis 2002 Mitglied des Wissenschaftlichen Beirats der Bundeszentrale für politische Bildung. Von 1981 bis 1991 war er Mitglied des Arbeitskreises für Vergleichende Deutschlandforschung beim Bundesministerium für innerdeutsche Beziehungen, von 1992 bis 1994 Mitglied der Enquete-Kommission „Aufarbeitung von Geschichte und Folgen der SED-Diktatur“ des Deutschen Bundestages. Er war Mitglied der Deutschen Gesellschaft für Osteuropakunde und Leiter von deren Zweigstelle Regensburg.
Schroeder war Herausgeber der im Verlag Duncker & Humblot erscheinenden Abhandlungen zum Strafrecht n. F. Schwerpunkte seiner wissenschaftlichen Tätigkeit waren die Strafrechtsdogmatik und die Strafrechtsgeschichte, das politische und das Sexualstrafrecht sowie das Recht Osteuropas.
Nach vielen wissenschaftlichen Kontakten nach Osteuropa zur Zeit der kommunistischen Diktatur war er ab 1991 laufend für Deutschland und den Europarat bei der Gesetzgebungsberatung in Osteuropa und Zentralasien tätig.
Er war Ehrendoktor der Universität Breslau und der Universidad de Huánuco, Träger des Verdienstkreuzes 1. Klasse des Verdienstordens der Bundesrepublik Deutschland und des Bayerischen Verdienstordens.

## Publikationen (Auswahl)
- Der Täter hinter dem Täter. Ein Beitrag zur Lehre von der mittelbaren Täterschaft. Duncker & Humblot, Berlin 1965.
- Der Schutz von Staat und Verfassung im Strafrecht. Eine systematische Darstellung, entwickelt aus Rechtsgeschichte und Rechtsvergleichung. Beck, München 1970.
- Das Strafrecht des realen Sozialismus. Eine Einführung am Beispiel der DDR. Westdeutscher Verlag, Opladen 1983.
- mit Thomas Bednarz: Strafgesetzbuch der Russischen Föderation. Angenommen von der Staatsduma am 24.5.1996, gebilligt vom Föderationsrat am 5.6.1996. Ed. iuscrim, Freiburg im Breisgau 1998; 2. Auflage Duncker & Humblot, Berlin 2007 (deutsche Übersetzung).
- Die Peinliche Gerichtsordnung Kaiser Karls V. von 1532 (Carolina). Reclam, Leipzig 2000 (Textausgabe mit Erläuterungen).